# Медени поляни
Медени поляни е село в Южна България. То се намира в община Сърница, област Пазарджик.

## География
Село Медени поляни се намира в планински район, или по-точно в Западните Родопи. Надморската височина на селото е около 1430 метра. Основният поминък на населението е животновъдството, събирането на диворастящи плодове и гъби. Голяма част от населението е безработно и е на социално подпомагане, но с проектите по НПСПОЗ
вече много хора добиват трудови навици и имат желание за работа.
Недоразвитата инфраструктура не привлича инвеститори, което е голям минус за местното население. Тук могат да се намерят добри специалисти като дървопреработватели и шивачки за шивашка промишленост.

## История
Старото име на селото е Нова махала (на турски език: Йени махле), което до 1946 г. е броено към село Бабяк. Признато е от населена местност за село с указ 129, обнародван на 11 април 1961 г. Населението е от българи мюсюлмани (българомохамедани, т.е. „помаци“, българоговорещо и изповядва исляма).
Легендите разказват, че местното население се е заселило тук – високо в планината, за да се избегнат набезите на крадците, като по този начин са мислели, че животът ще им бъде по-спокоен и същевременно ще имат възможност за развитието на животновъдството, което е било основен поминък и е и днес.

## Религии
Основната религия, която изповядва местното население, е ислям.

## Обществени институции
В селото има училище до осми клас, в което се обучават около 110 деца. Има и целодневна детска градина, в която добри учителки се занимават с около 30 деца. Има здравна служба, поща, кметство. Слабо развита инфраструктура, като основните проблеми са безработица, слаба водоснабдителна система, канализационна мрежа и недовършен път от около 4 км.

## Културни и природни забележителности
В Медени поляни, а и в другите две-три села около него хората имат различен бит и култура. Носията, начинът на живот и много други се различават и то сериозно от сегашния начин на живот. Те са запазили нещо уникално в себе си от „оно време“. Те така и продължават все още да си носят някаква носия, която се среща само там. Правят на ръка или със стан много качествени одеяла, китеници от овча вълна. И най-екзотичната операция при правенето на тези завивки е тепавицата. Това е един голям каменен казан, направен до река или ручей. През канал водата влиза в тепавицата със страшна сила и там одеялата и китениците се обработват около 4 денонощия. На територията на кметството съществува основно училище „Георги Сава Раковски“. Училището е открито на 16 септември 1930 година и се е помещавало в стара турска казарма. През 1968 година е построена сегашната училищна сграда, в която се обучават по-малко от 85 деца до VIII клас. В съседство на училището съществува и целодневна детска градина, в която се обучават най-малките жители на кметството. В училището и детската градина се трудят над 20 местни висококвалифицирани педагогически кадри.

## Редовни събития
Редовно в селото се почитат както официалните празници, така и традиционните като двата байрамски празника – съответно Рамазан байрам и Курбан байрам, които нямат точно фиксирана дата, а са променливи според религиозния календар.

## Други

### Кухня
Кухнята е разнообразна и почти българска, готвят се традиционни ястия, но може би има ястие, което едва ли на друго място се готви – съдържа боб, ряпа, цвекло, захар, сушено говеждо или овнешко месо, картофи и др.